# Alchemilla madagascariensis
Alchemilla madagascariensis é uma espécie de rosácea do gênero Alchemilla, pertencente à família Rosaceae.